# تانيا سولنييه
تانيا سولنييه (بالإنجليزية: Tania Saulnier)‏ (و. 1982 – م) هي ممثلة من كندا. ولدت في فانكوفر.

## قائمة الأعمال

### الأفلام
- (2006) الرجل الغصن[5]
- (2007) قصة حصار الزنزانة[6]
- (2008) مرثية[7]

## وصلات خارجية
- تانيا سولنييه على موقع IMDb (الإنجليزية)
- تانيا سولنييه على موقع ألو سيني (الفرنسية)
- تانيا سولنييه على موقع أول موفي (الإنجليزية)
- تانيا سولنييه على موقع قاعدة بيانات الأفلام السويدية (السويدية)
- تانيا سولنييه على موقع قاعدة بيانات الفيلم (الإنجليزية)